# Gone (альбом Entwine)
| Оценки критиков | Оценки критиков                                                          |
| Источник        | Оценка                                                                   |
| --------------- | ------------------------------------------------------------------------ |
| Soundi          | 3 из 5 звёзд · 3 из 5 звёзд · 3 из 5 звёзд · 3 из 5 звёзд · 3 из 5 звёзд |

Gone — второй студийный альбом финской готик-метал группы Entwine, выпущенный 22 января 2001 года на звукозаписывающем лейбле Spinefarm Records.

## Список композиций
| №                   | Название                | Длительность |
| ------------------- | ----------------------- | ------------ |
| 1.                  | «Losing the Ground»     | 4:45         |
| 2.                  | «Snow White Suicide»    | 3:49         |
| 3.                  | «Closer (My Love)»      | 6:14         |
| 4.                  | «New Dawn»              | 3:57         |
| 5.                  | «Grace»                 | 4:52         |
| 6.                  | «Silence Is Killing Me» | 3:57         |
| 7.                  | «Thru the Darkness»     | 6:10         |
| 8.                  | «Blood of Your Soul»    | 7:20         |
| Общая длительность: | Общая длительность:     | 41:09        |

## Участники записи

### Состав группы
- Мика Тауриайнен (фин. Mika Tauriainen) — вокал.
- Том Миккола (фин. Tom Mikkola) — гитара.
- Йони Миеттинен (фин. Joni Miettinen) — бас-гитара.
- Аксу Хантту (фин. Aksu Hanttu) — ударные.
- Риитта Хейкконен (фин. Riitta Heikkonen) — клавишные, вокал.
- Саара Хелльстрём (фин. Saara Hellström) — вокал.

## Позиции в чартах
| Чарт (2001)                         | Наивысшая позиция |
| ----------------------------------- | ----------------- |
| Финляндия (Suomen virallinen lista) | 18                |